# Schönbornové

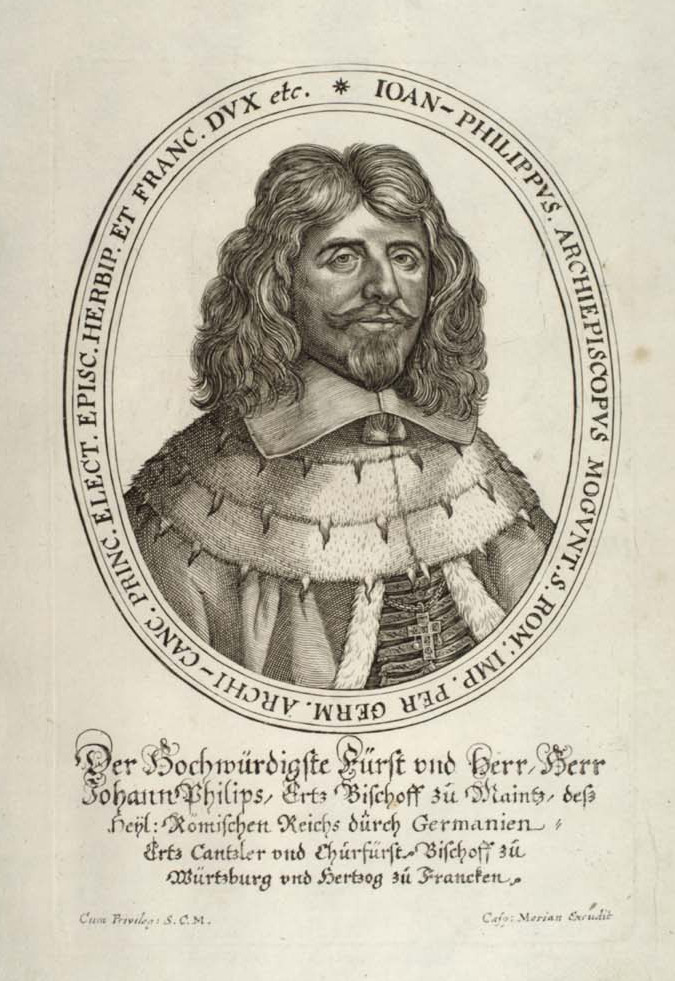
Jan Filip ze Schönbornu, 1658

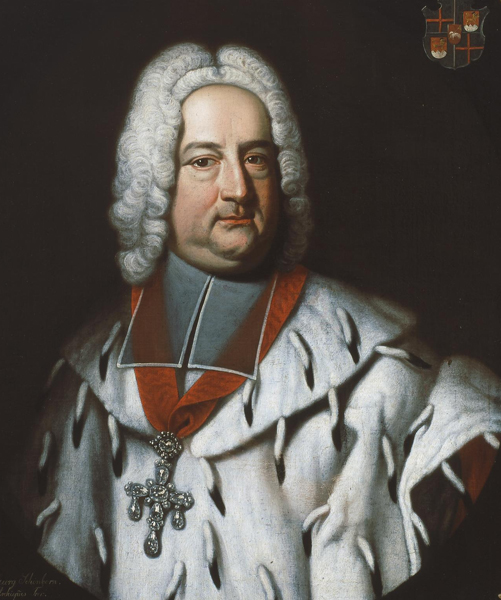
František Jiří ze Schönbornu (kolem roku 1740)

Schönbornové (německy Grafen von Schönborn) jsou hraběcí rod původem z Frank.

## Dějiny rodu
Rodové jméno Schönborn se objevuje poprvé v roce 1373 v souvislosti s hrabstvím Katzenelnbogen, kdy Gilbrecht ze Schönbornu, sloužil jako vazal u Eberharda V. Katzenelnbogenského. Později se panství ve Francích a oblasti u Mohanu stalo jedním z německých státečků v čele s rodem Schönbornů, sídlící jižně od Bamberku a jihovýchodně od Würzburgu. Schönbornské území povýšilo do panského stavu ve 14. století, a to do stavu baronského roku 1663 a později, v roce 1701, do stavu hraběcího. Roku 1717 bylo rozděleno mezi Schönborn-Heusenstamm (v Heusenstammu) a Schönborn-Wiesentheid (ve Wiesentheidu).
V 19. století se vyčlenila česká linie rodu, jejímž zakladatelem byl Friedrich Karl (1781–1849). Do této linie patřili např. Ervín Damian Hugo (1812–1881, český politik), František (1844–1899, kněz a od roku 1889 kardinál) a také dvojčata František (1899–1964) a Ervín (1899–1984), signatáři Národnostního prohlášení české a moravské šlechty v září 1939.

## Páni ze Schönbornu (1385–1663)
- Gerard (1385–1416)
- Gerard (1416–1460)
- Jan II. (1460–1490)
- Jan IV. (1490–1529)
- Jiří II. (1529–1560)
- Filip (1560–1589)
- Jiří IV. (1589–1613)
- Filip Ervín (1613–1668), od roku 1663 baron

## Baroni ze Schönbornu (1663–1701)
- Filip Ervín (1663–1668)
- Jan Ervín (1668–1705), od roku 1701 hrabě, společně s:

## Hrabata ze Schönbornu (1701–1717)
- Jan Ervín (1701–1705)
- Melchior Bedřich (1705–1717)

Rozděleno mezi rodové linie Heusenstamm a Wiesentheid.
- Hugo Damián Bedřich Karel František Ervín (1739–1817)
- Bedřich Karel Josef (1784–1862)
- Ervín Damián Hugo (1812–1881)
- František Paula (1844–1899) byl český římskokatolický českobudějovický biskup a později arcibiskup pražský a kardinál
- Hugo-Damián (1916-1979) byl otcem římskokatolického kardinála Kryštofa Schönborna
- Jan Filip Maria Karel Herbert Ferdinand (narozený roku 1943)

## Hrabata ze Schönbornu-Buchheimu
- František Jiří (1682–1756)
- František Filip Josef (1768–1841)
- Ervín Damián Hugo (1791–1864)
- Ervín Bedřich Karel (1842–1903)
- Bedřich Karel Ervín (1869–1932)
- Jiří Ervín Karel (1906–1989)
- Jiří Bedřich Karel František Ervín Apollonius, dědičný hrabě (1932–1973)
- Bedřich Karel (narozen roku 1938)
- Vincent

## Hrabata ze Schönbornu-Heusenstammu (1717–1801)

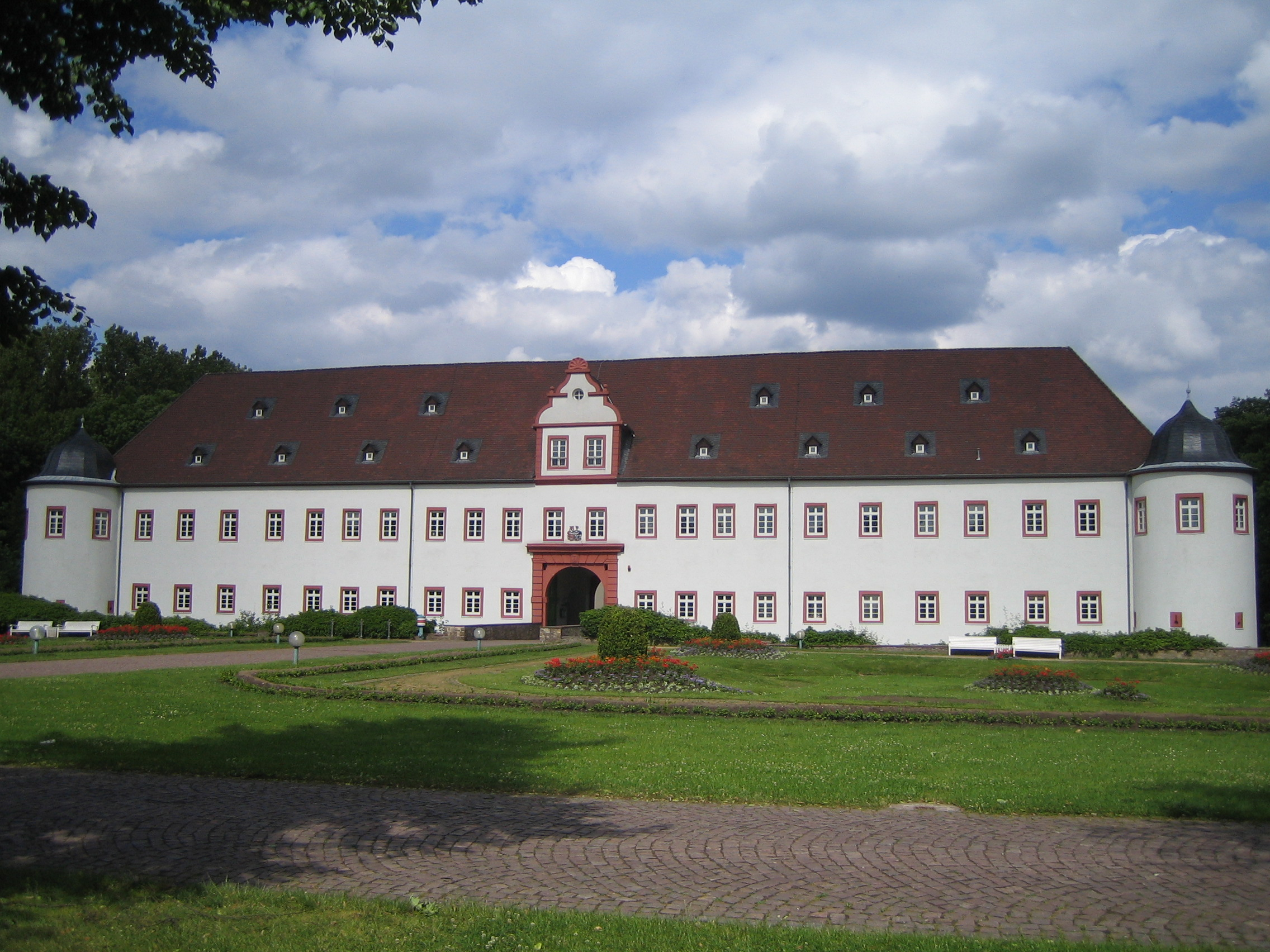
Zámek Heusenstamm

Schönborn-Heusenstamm je někdejší německý státeček v čele s rodem Schönbornů, který se nacházel na jihu dnešního Hesenska. Schönborn-Heusenstamm patřilo pánům ze Schönbornu a přešlo jako dědictví na Schönborn-Wiesentheid v roce 1801.

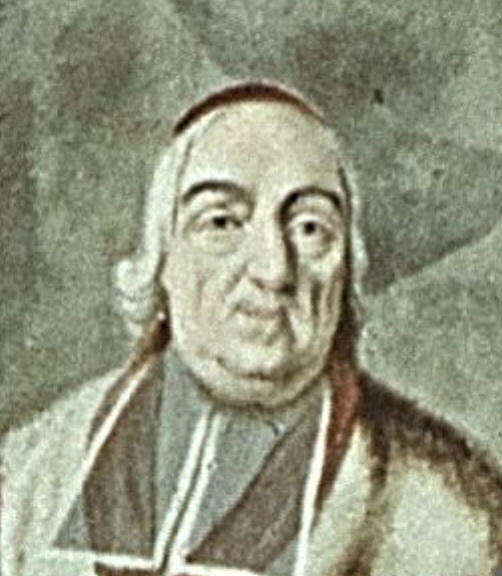
Damián Hugo Filip ze Schönbornu-Buchheimu, nástropní malba (autor Januarius Zick, zámek Bruchsal, asi 1752)

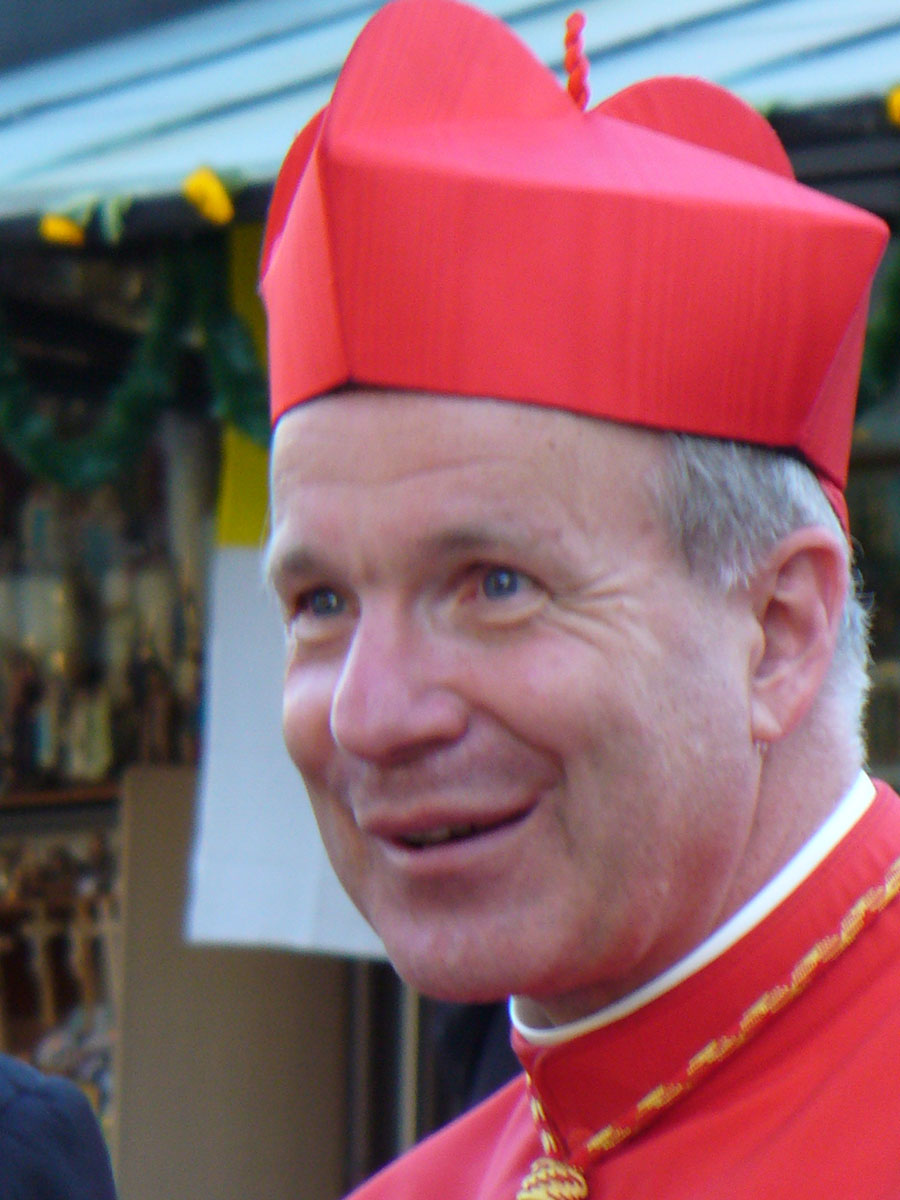
Kryštof kardinál Schönborn

- Anselm František (1717–1726)
- Anselm Pohrobek (1726–1801)

## Hrabata ze Schönbornu-Wiesentheidu (1717–1806)
Schönborn-Wiesentheid je někdejší hrabství v Dolních Francích, severozápadní části dnešního Bavorska, jež zahrnuje množství oddělených oblastí rozkládajících se od řeky Regnice až k Mohanu východně od Würzburgu. Schönborn-Wiesentheid byl součástí panství Schönborn a připadlo druhé linii rodu, Schönborn-Heusenstamm v roce 1801. Roku 1806 bylo panství Schönborn-Wiesentheid mediatizováno pod Bavorsko, což pro hrabata znamenalo pozdější uznání titulu Jeho/Její Osvícenost.
- Rudolf František Ervín (1717–1754)
- Josef František Bonaventura (1754–1772)
- Damián Hugo Ervín (1772–1806)
- František Ervín Damián Josef (1776–1840)
- Hugo Damián Ervín (1805–1865)
- Artur František Maxmilián (1846–1915)
- Ervín Klemens Chlodovík Karel Maria (1877–1942)
- Bedřich Karel Antonín (1916–1998)
- Filip Ervín Antonín (narozen roku 1954, vzdal se titulu v roce 2004).
- Pavel Antonín (narozen 1962)

## Preláti rodu
Tato hraběcí rodina dala mnoho hodnostářů katolické církvi:
- Jan Filip ze Schönbornu (1605–1673), arcibiskup mohučský, biskup würzburský a wormský. Jeho současníci jej uctivě oslovovali jako „Moudrý“, „německý Šalamoun“ a „německý Kato“.
- Lotar František ze Schönbornu (1655–1729), synovec předešlého, stal se arcibiskupem mohučským (1695–1729) a biskupem bamberským (1693), od Karla VI. obdržel rozsáhlé panství na východě Uherského království (za první republiky součást Československa, později součást Ukrajiny).
- Damián Hugo Filip ze Schönbornu, kníže-biskup špýrský (1719–1743) a biskup kostnický (1740), byl také kardinál. Vykonal mnoho dobrého pro špýrskou diecézi a byl proslulý svou vytříbeností, vzděláním, mírností a zbožností.
- František Jiří ze Schönbornu, arcibiskup trevírský (1729–1756) a biskup wormský (1732). Bedřich Veliký a Marie Terezie jej oslavovali jako skvělého panovníka.
- Jan Filip František ze Schönbornu, biskup würzburský (1719–1724).
- Bedřich Karel ze Schönbornu (3. března 1674 – 26. července 1746), biskup bamberský a würzburský (1729–1746). Narodil se v Mohuči. Poslední preláti byli bratři a vnukové Lotara Františka.
- František Paula hrabě ze Schönbornu (24. ledna 1844 – 6. června 1899). Narozený v Praze, stal se pražským arcibiskupem v roce 1885 a kardinálem v roce 1889.
- Kryštof kardinál Schönborn (* 22. ledna 1945 ve Skalce u Litoměřic) je od roku 2006 vídeňským arcibiskupem.

## Rodové paláce a zámky

### Čechy

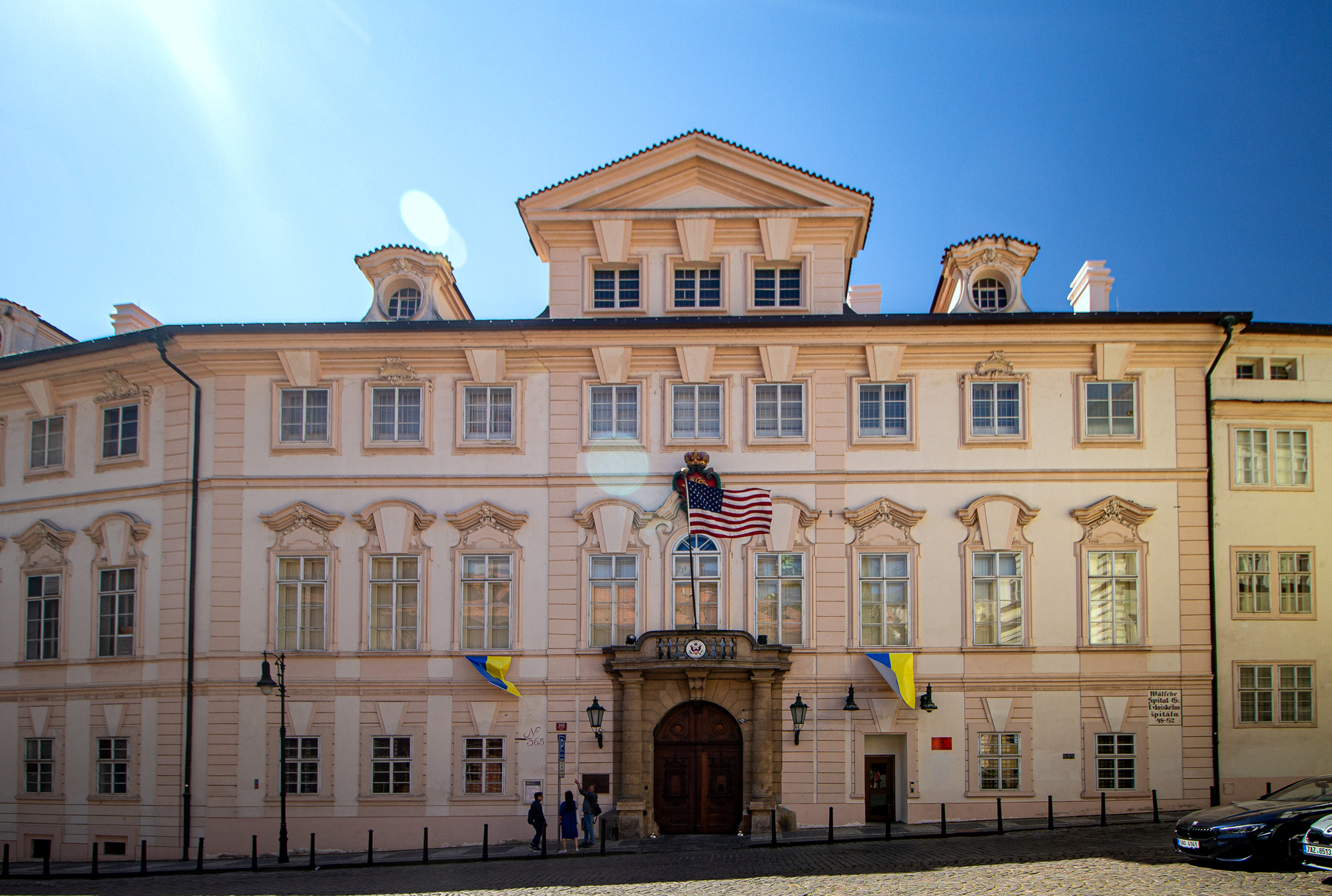
Schönbornský palác na Malé Straně v Praze, dnes sídlo velvyslanectví USA

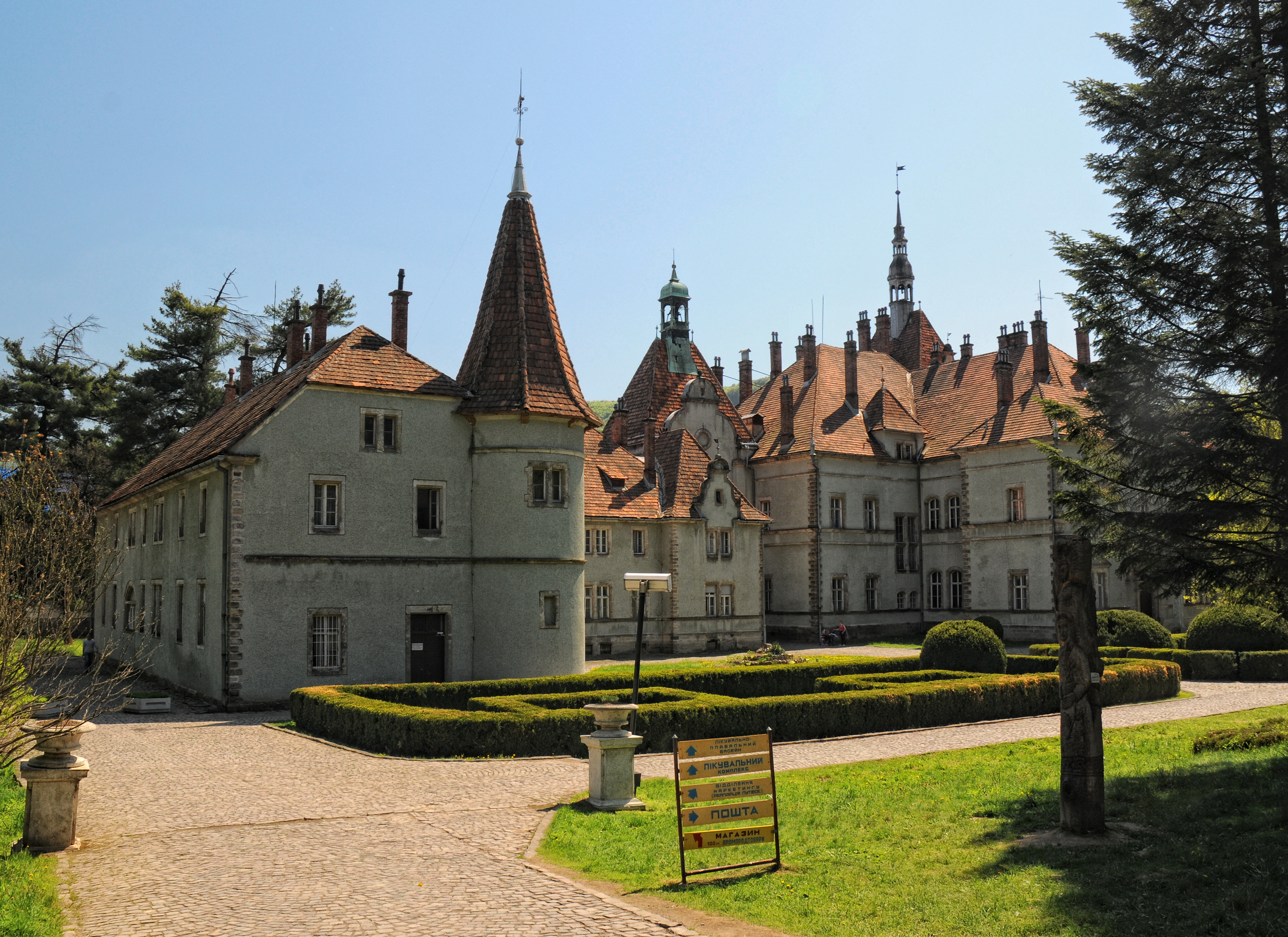
Zámek Schönborn v obci Karpaty

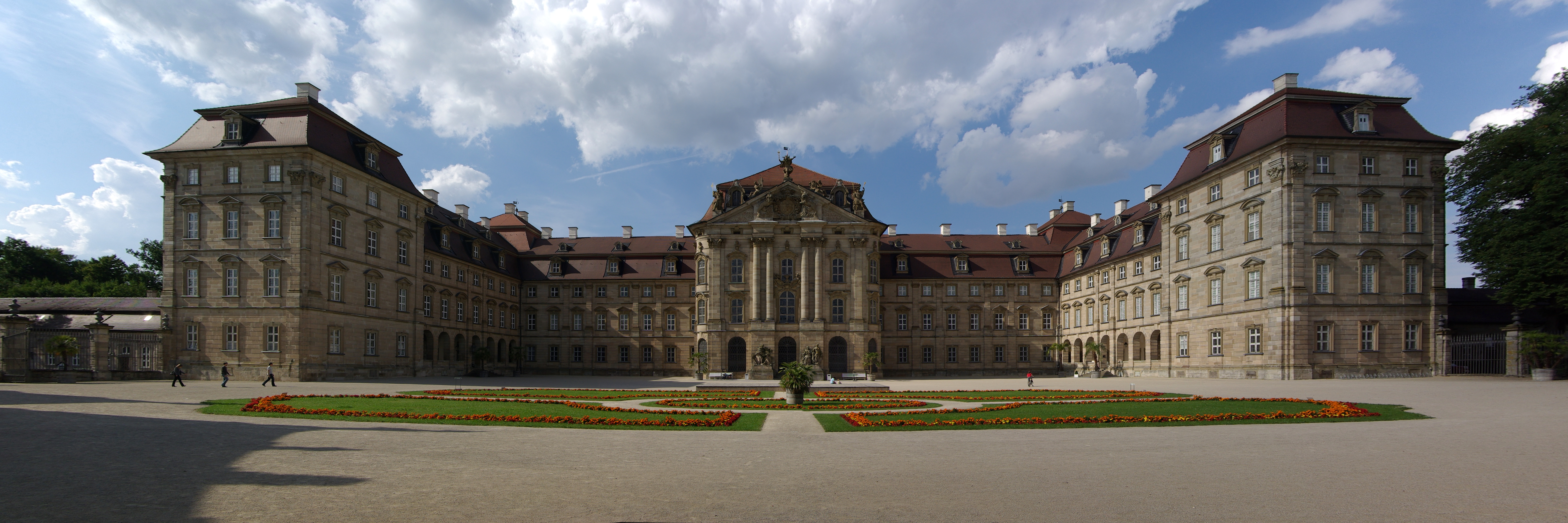
Zámek Weißenstein

- Zámek Dolní Lukavice
- Zámek Malesice
- Zámek Dlažkovice
- Schönbornský palác v Praze
- Zámek Příchovice
- Hrad a zámek Skalka

### Jiné země
- Zámek Weißenstein (Pommersfelden, v Bavorsku)
- Würzburská rezidence (Würzburg, v Německu)
- Palác Schönborn-Batthyány ve Vídni
- Zámek Schönborn v ukrajinské obci Karpaty

## Umělecká sbírka
- Artemisia Gentileschiová

## Pohřebiště

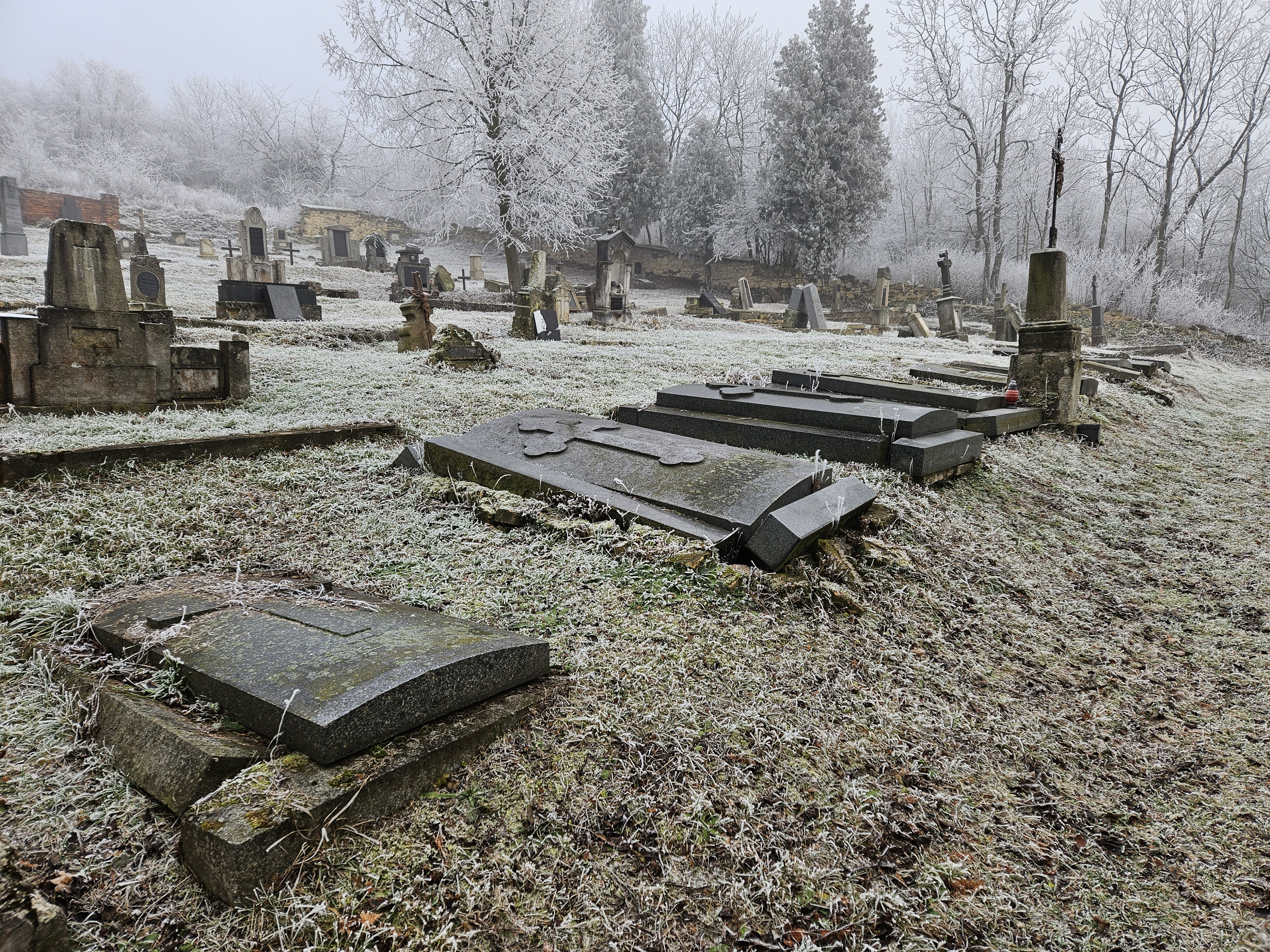
Soubor hrobů na hřbitově Vlastislav

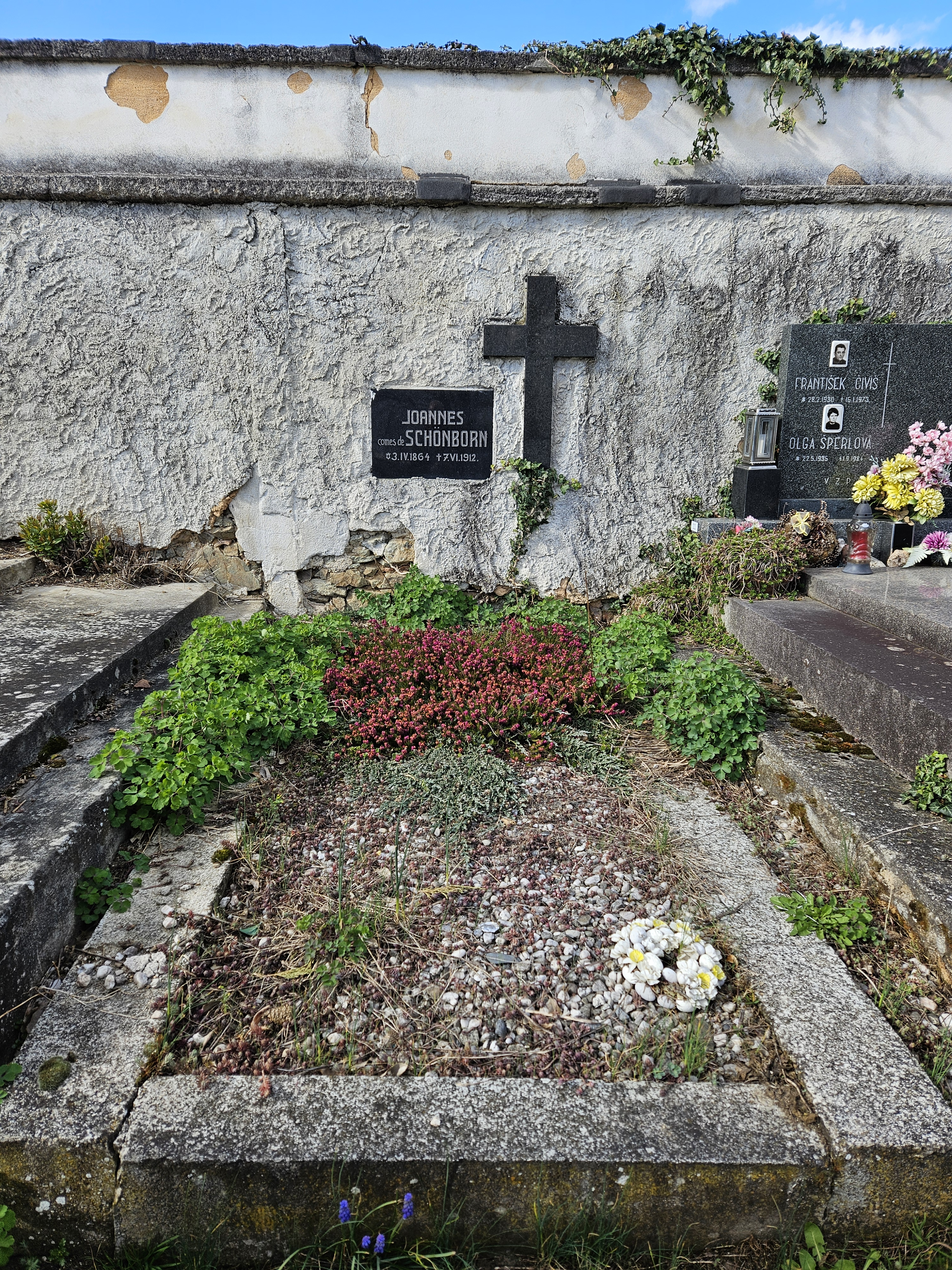
Hrob Joannese Schönborna v Dolní Lukavici

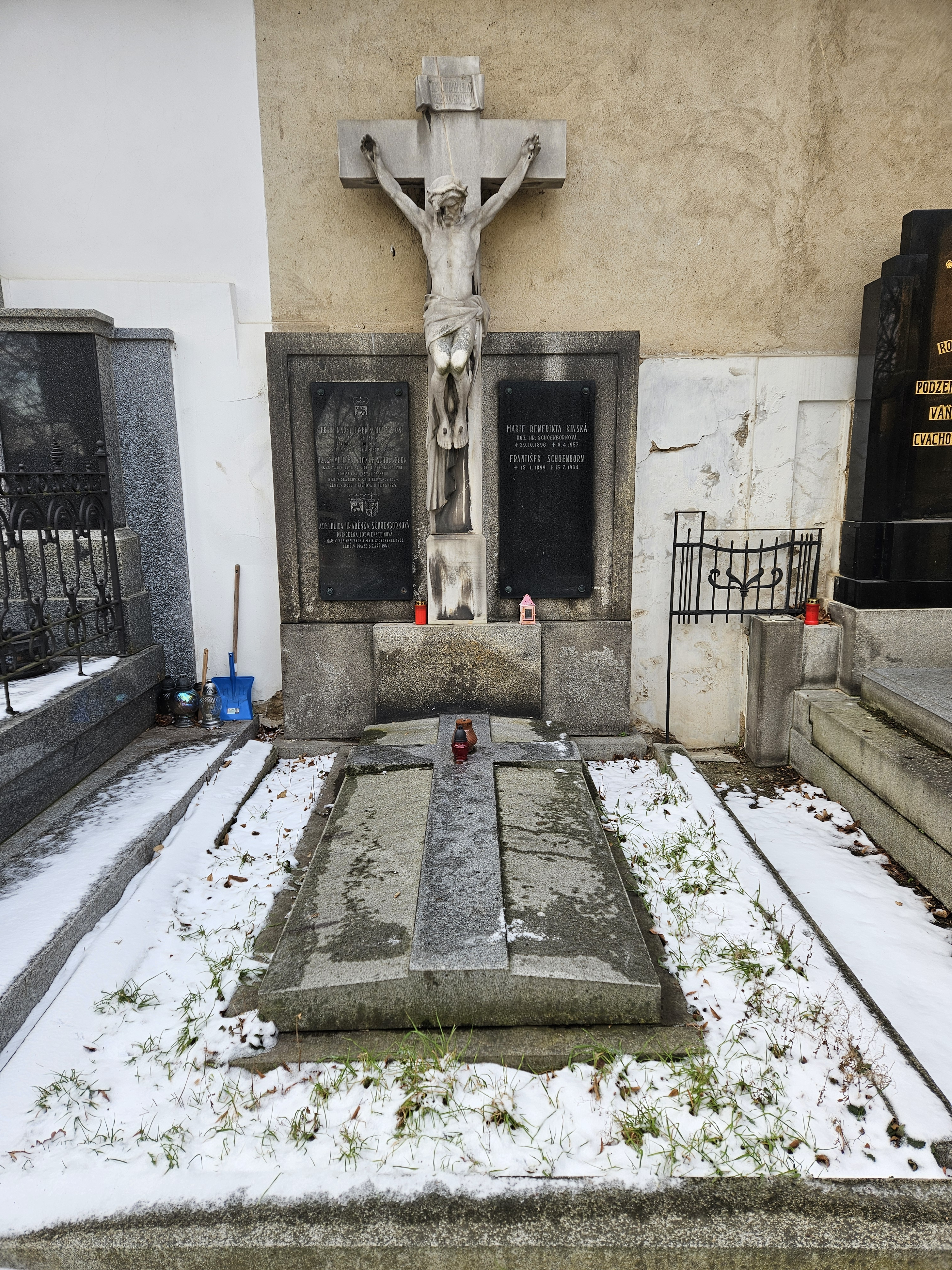
Hrobka na Břevnovském hřbitově

- hřbitov v Dolní Lukavici – dochované náhrobky Karla (1840–1908), jeho manželky Zdenky, roz. Sternbergové (1846–1915; oba hrob č. 12) a Karlova syna z prvního manželství Johannese (1864–1912; hrob č. 10).
- hrobka Schönbornů na hřbitově Vlastislav u Sutomi
- Břevnovský hřbitov v Praze – hrobka Vojtěcha Josefa Schönborna (1854–1924), jeho manželky Adelheidy, roz. z Löwenstein-Wertheim-Rosenbergu (1865–1941), jejich dětí Josefa (1892–1915), Františka (1899–1964) a Marie Benedikty, provd. Kinské (1896–1957)